# NGC 5253

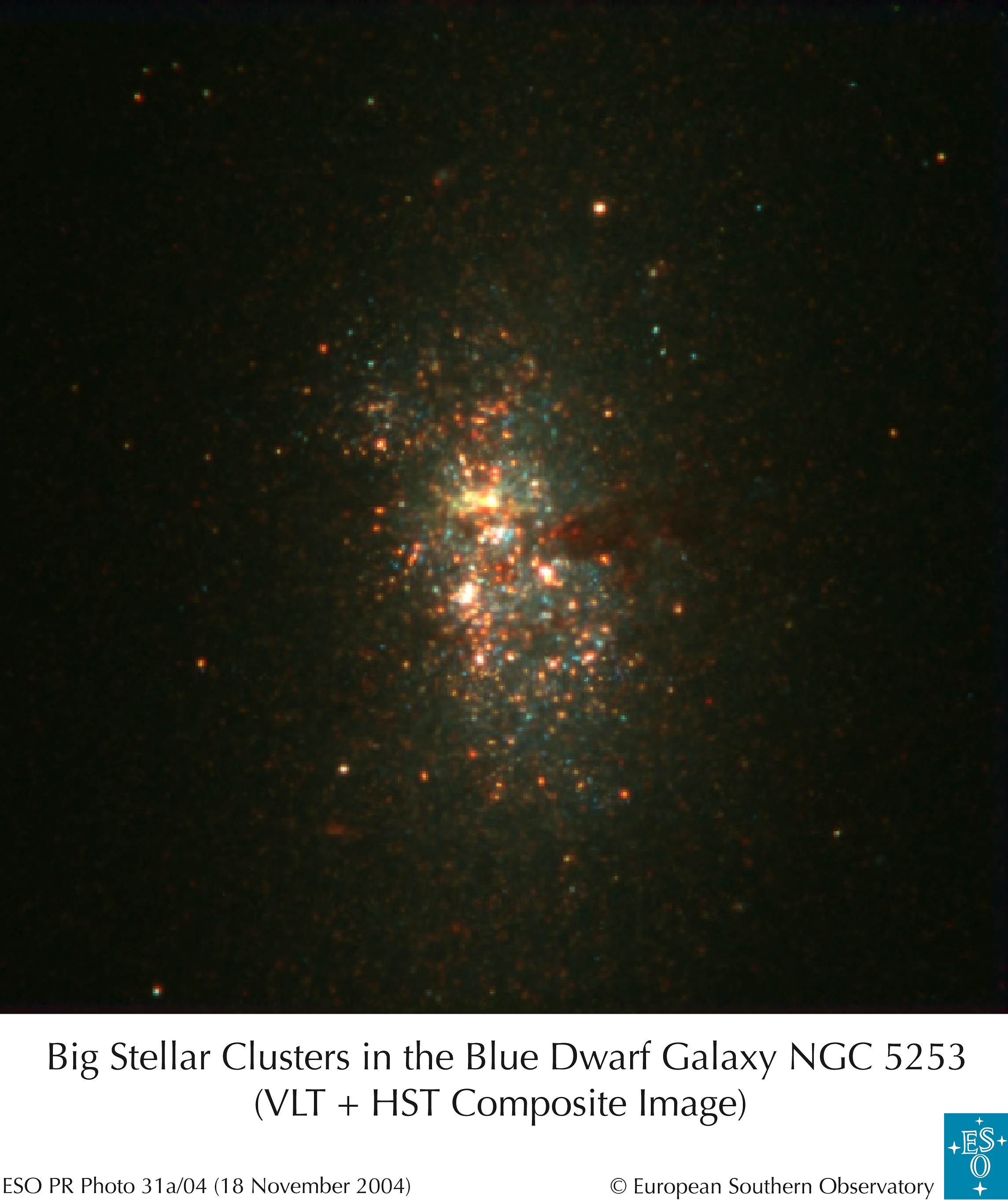
NGC 5253

NGC 5253 es una galaxia irregular en la constelación de Centauro. Fue descubierta por John Frederick William Herschel el 15 de marzo de 1787.
NGC 5253 se encuentra dentro del subgrupo M83 del Grupo Centauro A/M83, un grupo de galaxias relativamente cercano que incluye la radio galaxia Centauro A y a la galaxia espiral M83 (Galaxia del Molinillo del Sur). NGC 5253 es considerada una galaxia enana con brote de formación estelar. SN 1972E, la supernova extragalactica más brillante visible desde la Tierra (magnitud visual de 8,5) en el siglo XX después de 1987A, se produjo en esta galaxia.